# 부천정보산업고등학교
부천정보산업고등학교(富川情報産業高等學校)는 대한민국 경기도 부천시 원미구 상동에 있는 공립 고등학교이다.

## 학교 연혁
- 1993년 2월 4일 : 부천상업고등학교 36학급 인가
- 1993년 3월 1일 : 초대 김윤옥 교장 취임
- 1993년 3월 5일 : 상업과, 정보처리과 총 385명 입학
- 1994년 1월 6일 : 도서실 1, 상담실 1, 관리실 4, 보건위생 편의시설 14실 완성
- 1995년 8월 22일 : 고적대 창단식
- 1996년 2월 15일 : 제1회 졸업식(376명)
- 1996년 11월 1일 : 정보처리 3실 설치
- 1996년 12월 19일 : 관광종합 실습실 설치
- 1997년 3월 1일 : 부천정보산업고등학교로 교명 변경
- 1997년 11월 15일 : 특수학급 1학급 설립인가
- 1998년 8월 18일 : 다목적교실(체육관) 준공
- 2004년 6월 7일 : 학교도서관 리모델링
- 2004년 9월 24일 : 학교 숲(공원) 조성
- 2014년 3월 1일 : 특성화고 최초 혁신학교 신규 지정
- 2015년 3월 1일 : 전공과 1학급 신설
- 2015년 7월 13일 : 신관 증축 특수전공과 (5층-3개 교실) 준공
- 2018년 3월 1일 : 세무경영과(3학급), SW콘텐츠과(3학급), 호텔외식관광과(3학급), IT디자인과(3학급) 학과 변경
- 2018년 6월 2일 : 경기도교육청 지정 경기도형 도제학교(세무회계분야) 선정
- 2020년 3월 6일 : 혁신지원사업운영교 선정
- 2023년 1월 5일 : 제28회 졸업식(217명, 누계 11,600명)
- 2023년 3월 2일 : 제31회 입학식(4개학과 214명, 전공과 5명 총 219명)
- 2023년 3월 2일 : 제10대 최주일 교장 취임

## 설치 학과
- 호텔외식관광과
- 인플루언서경영과
- AI영상콘텐츠과
- 시각&모션디자인과

## 참고 자료
- 부천정보산업고등학교 - 한국교육학술정보원 학교알리미